# Гаспарян, Дживан Арамаисович
Джива́н Арамаи́сович Гаспаря́н (арм. Ջիվան Գասպարյան; 12 октября 1928, село Солак недалеко от города Раздан, Армянская ССР — 6 июля 2021) — армянский музыкант и композитор, знаток армянской национальной музыки, мастер игры на дудуке. Народный артист Армянской ССР (1978). С 1976 года профессор Ереванской государственной консерватории имени Комитаса. Давал концерты по всему миру. Жил и работал в Ереване.

## Биография
Дживан Арамаисович Гаспарян родился 12 октября 1928 года в маленькой армянской деревушке под названием Солак, неподалёку от города Раздан. Когда Дживан был еще совсем мальчишкой, его мать скончалась, а отец ушёл на фронт (годы Великой Отечественной войны). Так он попал в детдом.
В шесть лет начал самостоятельно играть на дудуке — армянском музыкальном духовом инструменте. Играл также на зурне и шви.
"Почему я начал играть на дудуке, даже не знаю. У меня в семье не было музыкантов. Разве что отец хорошо пел старые песни. Голос у него был очень хороший. Но это всё. А когда я в первый раз услышал дудук, мне очень понравилось, как звучит этот инструмент, какой у него красивый тембр. И я начал учиться играть. Дудук - это же душа человека, его история, его молитва", - говорил Дживан Гаспарян.
Азы владения старинным армянским инструментом маленький Дживан постигал в одиночку. Мальчик просто прислушивался к игре старых мастеров и пытался что-то повторить. Первыми его слушателями были детдомовские товарищи.
В 1946 году, Гаспарян в составе самодеятельного ансамбля выступил в Москве на смотре мастеров искусств республик СССР. В зале Большого театра сидел сам Сталин. За своё исполнение он получил в подарок от генсека ЦК КПСС Иосифа Сталина золотые часы.
В 1948 году стал участником ансамбля национальной песни и танца. В том же году состоялось его первое профессиональное выступление с Ереванским филармоническим оркестром в качестве солиста.
В 1956 году Дживан Гаспарян получил свою первую в жизни премию на конкурсе исполнителей на дудуке.
В 1957 году Гаспарян, вместе с ансамблем «Берёзка» впервые отправился на зарубежные гастроли в Америку.
Обладатель четырёх золотых медалей ЮНЕСКО: 1959, 1962, 1973, 1980 годов.
Профессор Ереванской консерватории, обучил и подготовил многих профессиональных исполнителей на дудуке.
С конца 1980-х работал в США, где написал тему на дудуке для кинокартины «Последнее искушение Христа», в 1990-х работал в США со своим внуком, продолжателем дела, Дживаном Гаспаряном-младшим. В 2000 году стал одним из исполнителей музыки в саундтреке к картине «Гладиатор».
Дживан Гаспарян записал первый сольный альбом "Армянские народные мелодии" для фирмы "Мелодия" в 1983 году. Пластинка была переиздана в 1989 году под названием "I Will Not Be Sad In This World" на лейбле Брайана Ино Opal Records.
Более 25 тысяч человек погибли и сотни тысяч были ранены и остались без крова в результате землетрясения, которое произошло в Армении в декабре 1988 года. Именно тогда глубоко эмоциональная музыка прозвучала особенно трагично.
В 1988 году Гаспаряна пригласили на несколько концертов в Лондон. Причём вместо запланированных двух, тогда он дал целых пять. После этого его пригласили в США.
В 2002 году получил награду WOMEX (англ. World Music Expo) «За заслуги перед музыкальным искусством». В 2006 был номинирован на «Грэмми».
В 2003-м Гаспарян пишет музыку для художественно-публицистического фильма Александра Гутмана, «Фрески», повествующего о жизни Армении после развала СССР, последовавшего вскоре после страшного землетрясения. Музыка Гаспаряна из этого фильма была позднее издана на одноименном альбоме.
Он стал одним из исполнителей музыки для саундрека к «Гладиатору» в 2000 году, а также написал темы на дудуке для картины «Последнее искушение Христа».
Несколько раз гастролировал по всему миру с небольшим ансамблем, исполняющим армянскую народную музыку.
Работал со многими музыкантами, включая таких, как Серж Танкян, Андреас Волленвейдер, Лайонел Ричи, Питер Гэбриел, Ханс Циммер, Брайан Мэй, Борис Гребенщиков, Ирина Аллегрова, Владимир Пресняков, Роман Мирошниченко, Игорь Крутой, Майкл Брук и Дерек Шериньян.
27 мая 2010 года выступил с Евой Ривас на конкурсе песни «Евровидение-2010», где исполнил партию дудука, 29 мая выступил в финале.
29 апреля 2011 года принял участие в концерте «Три легенды в Кремле», где играл с Президентским оркестром России и мужским хором Московского Сретенского монастыря. В концерте приняли участие также Дживан Гаспарян-младший, певцы Ксения Титовченко и Липарит Аветисян, скрипачка Инга Родина, мастер песочной анимации Артур Кириллов и другие артисты.
В 2015 году в Стамбуле Дживан Гаспарян записал альбом "Fuad" совместно с турецким гитаристом Эрканом Огуром. Доказав, что музыка способна залечивать раны, примирять и служить общим полем для творчества. Великий человек и музыкант.
В 2015 году он дал прощальный концерт в Москве, куда приехал не один, а со своим внуком. Внук тоже играет на дудуке, а знаменитый дед посвящал каждую свободную минуту, чтобы обучить его приёмам и тонкостям, привить ему основную мысль творчества «играть нужно душой» – только тогда можно выразить вселенскую грусть, эмоции.
Будучи профессором Ереванской консерватории, Дживан Гаспарян подготовил более 70 профессиональных исполнителей на дудуке. Преподавание приносило ему истинное наслаждение, равно как и сознание того, что благодаря его усилиям традиции и культура исполнения на дудуке не будут утеряны.
На его концерты собирались многотысячные залы по всему миру.
Слушать волшебный дудук Дживана Гаспаряна – это означает сопереживать, любить, грустить. Звук его дудука — скромной флейты, вырезанной из абрикосового дерева, — настраивает на медитативный лад и воплощает меланхолию, древнюю, как мир.
Проживал в США и Армении. «У меня есть дом в Америке, есть дом в Ереване, я живу понемногу и там и тут», - говорил он.
В конце августа 2017 года ушла из жизни его супруга – балерина Астхик Заргарян, они прожили вместе больше полувека.
«Он сказал мне, что сначала надо быть человеком, а уже потом выбирать профессию. Он всегда говорил, что если что-то делаешь, надо делать на сто процентов профессионально: дружба, игра, не имеет значение, чем ты занимаешься», - говорит Гаспарян-младший.
Скончался 6 июля 2021 года на 93-м году жизни.
Церемония прощания с музыкантом Дживаном Гаспаряном прошла в соборе святого Леона в Лос-Анджелесе.
24 июля с 11:00 по 14:00 в Армянской филармонии имени Арама Хачатуряна прошла панихида. Музыкант был похоронен в тот же день в пантеоне имени Комитаса в Ереване. Такова была воля музыканта: вернуться на родину , которую он когда-то покинул, чтобы прославить свой народ на весь мир.

## Награды
- Народный артист Армянской ССР (1978).
- Орден Святого Месропа Маштоца (31 марта 2001) — за значительные достижения в области армянского национального музыкального искусства[5].
- Орден «За заслуги перед Отечеством» 1 степени (15 сентября 2017) — по случаю Дня Независимости Республики Армения, за значительный вклад в развитие музыкального искусства, многолетнюю преданность своему делу, а также за достойное представление армянской культуры в мире[6].
- Медаль «За трудовое отличие» (27 июня 1956).
- Почётный гражданин Еревана (2000).
- награда WOMEX «За заслуги перед музыкальным искусством» (2002).
- Межгосударственная премия СНГ «Звёзды Содружества» за 2009 год[7]

## Дискография

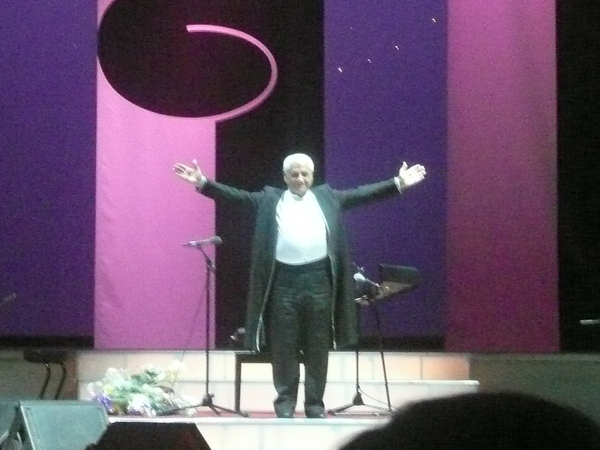
Дживан Гаспарян на сцене

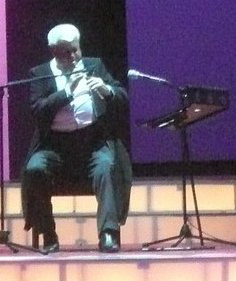

- I Will Not Be Sad in This World (1990)
- Moon Shines at Night (All Saints, 1993)
- Armenian Romances (1994)
- Romantic Songs (1994)
- The Art of Armenian Duduk (1995)
- Ask me no questions (Traditional Crossroads 4268, 1996)
- Apricots from Eden (Traditional Crossroads 4276, 1996)
- Doudouk (Hollywood Music Centre, 1996)
- Ceremonies - Djivan Gasparyan & Armen Chakmakian (1998)
- The Crow — саундтрек
- Black Rock (Realworld 46230, 1998) — совместно с Майклом Бруком
- Nazeli Djivan Gasparyan Quartet (Libra Music, 1998)
- The Siege, саундтрек (1998)
- Salute (Musicrama, 1998)
- Heavenly Duduk (Network, 1998)
- From The Soil (1998)
- Sound of Duduk (Parseghian records, 1998)
- Armenia: Heavenly Duduk (Network, 1999)
- Armenian Fantasies (Network 34801, 2000)
- Gladiator — саундтрек
- Fuad (2001) — совместно с Эрканом Огуром (народные турецкие и армянские песни), Kalan Ses
- Nazani (2001)
- The Art of Armenian Duduk (2001)
- Serenity (2001)
- Duduk (2002)
- In My World, I Have No Pain 2CD (2002)
- Armenian Duduk (2003)
- Isaac: Sacred choral works… (2003)
- Not Be Sad (2003)
- Музыка к фильму Фрески (2003)
- Spirit Simfony 2CD (2004)
- Magical Music From Mount Ararat (2004)
- Магия армянского дудука  (2004)
- Apricots from Eden (Traditional Crossroads, 2005)
- Ask me no questions (Traditional Crossroads, 2005)
- Endless Vision [Live] — совместно с Hossein Alizadeh (World Village, 2005)
- I Will Not Be Sad in This World (Ryko/Rhino, 2006)
- Moon Shines at Night (Ryko/Rhino, 2006)
- Hin U Nor Husher (2006)
- Nazeli (Jet Plak Kaset, 2007)
- ARMENIE :The Soul of Armenia (Network Medien, 2007)
- Penumbra (2008) — совместно с Майклом Бруком

## DVD
- Дживан Гаспарян[8] (2005)